# كاراميلو
كاراميلو (2002) هي رواية ملحمية عائلية متعددة الأجيال للمؤلفة الأمريكية تشيكانا ساندرا سيسنيروس، تتحدث الرواية عن قصص كانت مستوحاة من تراثها المكسيكي وطفولتها في باريو شيكاغو، إن الشخصية الرئيسية في الرواية هي لالا وهي الفتاة الوحيدة في عائلة مكونة من 7 أطفال وغالبًا ما كانت عائلتها تنتقل أو تسافر بين شيكاغو ومكسيكو سيتي، نظرًا لأن سينسيروس الكاتبة لديها 6 أشقاء وكانت عائلتها تتنقل كثيرًا عندما كانت طفلة فإن هذه الرواية شبه ذاتية ويمكن تسميتها أيضًا بBildungsromn)) وهو نوع أدبي يركز على النمو النفسي والأخلاقي لبطل الرواية من الطفولة إلى البلوغ لأنها في الرواية قامت بالتركيز على تطور (لالا) من الطفولة حتى الكبر، تم ترشيح الرواية لجائزة دبلن الأدبية الدولية لعام 2004.

## شخصيات في كاراميلو:
سيلايا (لالا) الراوية وهي مؤرخة العائلة وقد نصبت نفسها بنفسها، تروي قصة عائلة رييس الممتدة يتضمن ذلك شرح وافي لزواج والديها والحكاية المدهشة لكيفية لقاء "جدتها الفظيعة" (سوليداد) وكيفية زواجها من "جدها الصغير" (نارسيسو) في المكسيك. يختلف التاريخ تمامًا عن الإصدارات السابقة واخبرت سوليداد عائلتها أن لالا غالبا ماكانت تقاطعها "جدتها الفظيعة" من أجل أن تقوم بتصحيح نسخة لالا، بصفتها الابنة الصغرى والوحيدة لسبعة اشقاء دائمًا تشعر لالا بأن حب اختها طغى عليها ووالدتها لاتقدرها.
إينوسينسيو – والد لالا / زوج زويلا هو الابن المفضل لوالدته سوليداد. يلقب إينوسينسيو بـ (طرزان) من قبل عائلته بعد أن حاول تسلق شجرة وكسر ذراعيه عندما كان صغيرًا، إن عاطفته الأبوية وتفهمه لابنته لالا متناقضة مع الطبيعة المخزية التي تتفكك مع تقدم القصة، يدير والد لالا شركة تنجيد مع إخوته لكنه غالبًا ما يختلف معهم بشأن الجودة والشغف على الأثاث الذي يوافقون على إنتاجه بسبب ذلك فإن أعمال التنجيد في رييس ناجحة نوعًا ما.
زويلا – والدة لالا /زوجة إينوسينسيو هي شخصية منطقية وحذرة وذات تناقض حاد مع حماتها، إن زويلا ليست متدينة ولاتثق في أي شخص يقول ذلك، هي مقتصدة وحازمة التعامل مع ابنتها غالبًا تخطئ لالا في طبيعة زويلا على أنها قاسية بينما يراها أولادها على أنها مثالية، تشكك لالا في شغف وحب والدتها للحياة فعلاقتهما تعكس العلاقة بين العمة ذات البشرة الفاتحة والجدة سوليداد.
سوليداد (الجدة الفظيعة) التي كانت في البداية شخصية امرأة متدخلة من الطراز القديم التي تؤمن بالخرافات وتفضل إبنًا واحدًا على أبنائها الآخرين، بينما يأتي الجزء الثاني من القصة الذي يكشف عن ما هي الأسباب التي تجعل سوليداد تحكم عائلتها بتلك الطريقة التي تفعلها، لقد تيتمت من قبل والدتها في عمر الحادية عشر وسلمها والدها إلى عمتها لتتولى مسؤولية تربيتها ولكنها عمة غير مهتمة نظرًا لانشغالها بالعديد من الأطفال. تبدأ قصة سوليداد مع نارسيسو عندما انتقلت للعيش مع عائلته كخادمة ووجدت السعادة عند إنجابها إينوسينسيو وتسعى لحمايته بشدة وأن يكون لها تأثير أكبر على حياة ابنها حتى اكثر من زوجته زويلا، إن رواية لالا عن والديها صادقة للغاية وغالبًا ما تبكي سوليداد وهي تقتحم لتصحيح رواية حفيدتها تنتقل في الجزء الثالث للعيش مع عائلة إينوسينسيو وزويلا إنها غير سارة بشكل عام وتتجنب الناس من حولها ولكن يبدو أن علاقتها قوية مع سيلايا.
نارسيسو (الجد الأصغر) – زوج سوليداد وهو جندي عسكري سابق، وقع في حب لم يفز به عندما كان شابًا في المكسيك، في المقابل ينظر الى سوليداد على أنها زوجة صالحة ولكنها لم تفز بقلبه، في محاولة منه للتواصل مع أحفاده يدعوهم "قواته" لإعادة الاتصال بشعور الصداقة الحميمة.
رافا(رافائيل) وإيتو(ملجأ) وتيكيس (غوستافا) وتوتو(ألبيرتو) ولولو(لورنزو) وميمو (غييرمو)-إخوة لالا وأبناء إينوسينسيو وزويلا، جميع الرجال أكبر سنًا ونمطيين ولديهم عادات الرجولة والأساس المنطقي، تشعر لالا بالتفوق العددي وبأنها أقل منهم.
العم ذو الوجه السمين (فيدريريكو) والعم بيبي (ارماندو) وهم إخوة  إينوسينسيو والذين منحتهم والدتهم سوليداد أسماء مستعارة، على الرغم من أنهم تجاوزوها،  يعمل الإخوان رييس معًا في أعمال التنجيد في شيكاغو، كل صيف ياخذون عائلاتهم في رحلة قافلة الى المكسيك.
عمتي ذات البشرة الفاتحة (نورما) وهي أخت إينوسينسيو التي تتواجد أحيانًا في بعض أجزاء السرد، إنها تتعلق ب لالا لأن كلاهما يشعران بأنهما ينالان أقل من قيمتهما.
انتونييتا اراسيلي- ابنة عمتي ذات البشرة الفاتحة وهي ابنة ذلك الرجل الذي لا ينبغي ذكر اسمه كراميلو بيندا بيلو.
أمور وباز – بنات العم بيبي والعمة نيفيا.
إليوتيريو- والد نارسيسو وهو متزوج من ريجينا، ترك عائلته في إسبانيا وذهب إلى المكسيك وهو صديق لسوليداد ومن المفترض أنه يؤثر على نارسيسو للزواج منها بعد أن تحمل.
ريجينا - والدة نارسيسو التي تحبه كثيرًا إنها تحقق معظم دخلها من بيع الأشياء في أسواق السلع المستعملة، عندما تندلع الحرب تصبح غنية جدًا من خلال تأسيس محلًا تجاريًا متخصصًا في السجائر.
كانديلاريا -إبنة الخادمة ليس لديها دور كبير في الرواية ولكن يبدو أن وجودها يتداخل في كل شي لانها ابنة إينوسينسيو خارج إطار الزواج .
إلفيس وأرسطو وبايرون - أطفال العم ذو الوجه السمين والعمة ليشا، سميت أطفالها على اسم الأشخاص الذين تجدهم في برجها.
إيرني ( إيرنستو) كالديرون- صبي كاثوليكي جيد صديق لإخوة سيلايا، يصبحون في علاقة عاطفية ويهربون معًا ولكن إرني ينتهي به الأمر باختيار والدته على سيلايا .
هينيستروسا  - امرأة غريبة يقع نارسيسو في حبها أثناء زواجه من سوليداد ثم تتركه لمغنية في سيرك متنقل بانفيلا بال.

## الحبكة:

### تروى الرواية من خلال سرد الشخص الأول لسيلايا "لالا" رييس وتنقسم إلى ثلاثة أجزاء. الجزء الأول:
وهو عن الاخوة رييس الثلاثة إينوسينسيو (والد لالا) والعم ذو الوجه السمين (فيدريريكو) والعم بيبي (ارماندو) وعائلاتهم الذين يذهبون إلى مكسيكو سيتي لزيارة الجدة الفظيعة (سوليداد) والجد الصغير (نارسيسو)، بالإضافة إلى أختهم الصغرى عمتي ذات البشرة الفاتحة (نورما) وابنتها انتونييتا اراسيلي، خلال إقامتهم هناك تتعلق سيلايا بكانديلاريا ابنة الخادمة امبارو ولكنها ممنوعة من التعامل معها، أثناء حفلة عيد ميلاد إينوسينسيو ينهار سقف غرفة الطعام وتتشاجر العائلة حول من فعل ذلك.
يغادر العم ذو الوجه السمين والعم بيبي بغضب مع عائلاتهم، تقرر العائلة المتبقية الذهاب إلى اكابولكو وأيضًا كانديلاريا التي تصنع وردة نخيل للالا ثم تقع في المحيط أثناء ركوب القارب وثم ترى لالا سوليدادا وهي تخبر زويلا بشيء ما وهن على سطح السفينة، على الرغم من أنه ليس واضحًا ماذا قالت، في طريق العودة إلى المنزل تخبرهم لالا بوردة كانديلاريا وتقوم زويلا بالضحك بشكل هستيري وتتهم إينوسينسيو بالكذب عليها، ثم تهاجمها جسديًا ولفظيًا، ركضت من السيارة إلى الساحة وتبعتها بقية العائلة، بينما تدخل هي إينوسينسيوفي معركة طاحنة وتدخل سوليداد وتحث إينوسينسيوعلى ترك زويلا قائلة "الزوجات يأتين ويذهبن ولكن الأم واحدة  فقط"، ثم يهين زويلا وسوليداد بعضهما البعض ويقدمان إينوسينسيو إنذارا نهائيا: يجب عليه اختيار واحدة منهن، اختار زويلا وقادها هي وأطفالهما إلى المنزل, ورتب لسينور فيدوري لاصطحاب والدته في أكابولكو.

### الجزء الثاني:
"عندما كنت قذرًا" وهي تروي كيف أصبح كل من سوليداد ونارسيسو الجدة الفظيعة والجد الصغير؛ حيث قاطعت سوليداد نفسها قصة لالا بشكل متكرر لتصحيحها أو توبيخها، ولد سوليداد بين عامي 1905 و 1906 لصانعي الشالات المشهورين ، أمبروسيو وغييرمينا رييس في سانتا ماريا ديل ريو، لويس سان بوتوسي، تموت غييرمينا عندما تكون سوليداد مجرد طفلة ولم تترك خلفها سوى ريبوزو كاراميلو غير مكتمل,وهو أغلى ممتلكات سوليداد. يتزوج أمبروسيو مرة أخرى وتقنعه زوجته الجديدة بإرسال سوليداد بعيدًا للعيش في العاصمة مع عمتها فينا وأطفالها العديدين، تعمل سوليداد كخادمة في المنزل في ظل إهمال عمتها واعتداء عمها بيو عليها. يلتقي سوليداد بنارسيسو عندما يأتي إلى المنزل لدفع العمة فينا مقابل غسيل الملابس لمدة أسبوع، لديها انهيار عاطفي وتثق به بشأن حياتها وظروفها الحالية، يعرض عليها العمل في منزله حتى تنتقل للعيش معه ومع والديه إليوتريو وريجينا رييس، بدأت الثورة المكسيكية بعد فترة وجيزة والأيام العشرة المأساوية عام 1913 تمت إزالة ثلاثة من أضلاع نارسيسو جراحيًا بعد أن عانى من انهيار في الرئة بسبب الخوف عندما كاد أن يقتل على يد جنديين في طريقه إلى المنزل، في وقت لاحق في عام 1914 أرسلته والدته للعيش مع عمه الكبير وأبناء عمومته في شيكاغو هربًا من الحرب، ثم يقع في حب شابة تُدعى جوزفيين بيكر وهي أمريكية من أصل أفريقي ولكن عندما يبلغ والده بخططه للزواج منها يصاب بسكتة قلبية. يعود نارسيسو إلى المنزل لحضور الجنازة لكن والده ينجو بأعجوبة من الموت بعد أن عانى من نوبة تحفيزية مما تركه مشلولا جزئيا ويصبح عاجزا عن الكلام . عند لم شملهما مع سوليداد يبدأ الاثنان علاقة جنسية وتحمل سوليداد ويخطط نارسيسو للهروب. تنظم ريجينا عشاء وداع متقن لنارسيسو حيث تجاهل الضيوف كل من إليوتريو وسوليداد نظرًا لغضبهم من جشعهم ولامبالاتهم، يدمر إليوتريو بضائع ريجينا ويمسك بسوليداد ويتحدث للمرة الوحيدة في حياته ويصرخ قائلًا "نحن لسنا كلابا!" هذا يدفع نارسيسو للزواج من سوليداد وينتقلون إلى أواكساكا.
يقع نارسيسكو في حب ( هينيستروسا ) في تيهوانتيبيك وهي تاجرة محلية ويبدأ علاقة غرامية معها خارج إطار الزواج لكنها تهرب مع بانفيلا بالافوكس وهي مغنية من سيرك غارابالدي المتنقل. دمرت سوليداد بعد خيانة زوجها وتطلب من بائع تامال النصيحة الذي ينصحها بالوقوع في الحب مرة أخرى وهو ما تفعله مع ابنها البكر ،إينوسينسيو لديها ثلاثة أطفال آخرين لكنها لا تحب أيا منهم تمامًا مثل ابنها البكر، ثم بكبرون أبناؤها وينتقلون إلى الولايات المتحدة، يُلقي القبض على إينوسينسيو في عام 1945 بسبب أعمال شغب في مباراة لكرة القدم والتقى بوينسيسلاو مورينو في مركز شرطة شيكاغو، لتجنب عقوبة السجن والحصول على أوراقه يقنعه وينسيسلاو بالتجنيد ويتم إرسال اينوسينسيو للقتال في الحرب العالمية الثانية، أما زويلا التي رفضها عشيقها إنريكي أراغون مؤخرًا تلتقي بإينوسينسيو في رقصة، يقع الاثنان في الحب ويتزوجان في النهاية، عندما ولدت سيلايا قدمها إينوسينسيو إلى سوليداد الذي تشعر بالفزع لأنها أصبحت الآن "ملكته".

#### وأخيرا الجزء الثالث:
"النسر والثعبان أو أمي وأبي" الذي تدور أحداثه بعد سبع سنوات من الجزء الأول، اصطدم نارسيسو بشاحنة أثناء القيادة وتوفي بنوبة قلبية، بعد جنازته تبيع سوليداد المنزل في شارع ديستني وتعطي المال لإينوسينسيو وعائلته مما يغضب العم ذو الوجه السمين والعم بيبي، تخبر العمة لايت سكين سيلايا كيف قابلت والد أنتونييتا أراسيلي: اندلعت أعمال شغب في مسرح إل بلانكويتا عندما تابع الجمهور تونغوليلي وراء الكواليس، تم دفع نورما التي كانت تحاول الحصول على توقيعها إلى سيارة كاديلاك مع تونغوليلي وبعض أصدقائها، عندما لاحظها تونغوليلي وسألها من هي غطى والد أنتونييتا أراسيليا وقال إنها معه. بدأ الاثنان علاقة وسرعان ما تزوجا في المحكمة ،مما أدى إلى فقدان سوليداد مصداقيتها بسبب أنه تزوج بالفعل مرتين وفي كنيسة، بدأ الاثنان في الجدال بشكل متكرر وفي إحدى الليالي اكتشفت نورما أن زوجها كان غير مخلص، غادر للعيش مع عائلته في خاليسكو وبعد مرور بعض الوقت حاولت الاتصال به ليرجع لها ولكن عائلته رفضت، اتصلت به أخيرًا أثناء وجوده في فندق ومن الواضح أنه كان لا يزال يخونها، خلعته بعد ذلك بوقت قصير وعادت للعيش مع والديها، ثم أنجبت ابنتهما وربتها بمفردها.
تأتي سوليداد للعيش مع إينوسنسيو وعائلته في شيكاغو لكنها تكافح للتكيف مع حياة المدينة، يشترون منزلا جديدا وينتقلون إلى سان أنطونيو في تكساس، تتوتر علاقة سيلايا مع والدتها وتذهب إلى المدرسة الثانوية الكاثوليكية المحلية؛ حيث تصادق فيفيانا "فيفا" أوزونا وهي زميلة مستفزة في الفصل وتتعرض للتنمر من قبل تلميذات المدارس الأخريات. الآن اصبحت 14 عاما تبدأ سيلايا في النضج الجنسي والعقلي والعاطفي وتمرض سوليداد، أثناء ما كانت تحمل سوليداد إلى الطابق العلوي تفكر زويلا في قتلها لكنها تمتنع عن القيام بذلك عندما تلاحظ ماء عين سوليداد، استسلمت سوليداد لاحقًا لمرضها وتموت، بعد وفاتها تطارد جدتها سيلايا بانتظام، تلتقي بإرني "إرنستو" كالديرون أحد أصدقاء شقيقها وتقع في حبه، يستأجر الاثنان غرفة في فندق وينامان معًا، خطة سيلايا هي أن تحمل حتى يمنح والداها إرني ومباركتها للزواج، لكن عندما يعود إرني في صباح اليوم التالي من القداس يغير رأيه بدافع الشعور بالذنب والولاء لأمه، تعود سيلايا بخجل إلى منزل والدها الحزين.
تعود العائلة إلى شيكاغو وينقل انيوسنسيو إلى المستشفى في وحدة العناية المركزة بعد نوبة قلبية، قبل زيارته أبلغت زويلا سيلايا بما قاله لها سوليداد على سطح القارب كل تلك السنوات الماضية: كانديلاريا هي أخت سيلايا غير الشرعية غير الشقيقة، ولدت قبل أن تتزوج زويلا وإينوسنسيو وكان الجميع يعرفها ولكن لم يخبرها أحد، ثم استأجرت سوليداد عمدا أمبارو وكانديلاريا للعيش معها بينما كانت زويلا وعائلتها في زيارة للضغط على زويلا لتطليق إينوثنثيو لكنها رفضت. ترى سيلايا ظهورا لسوليداد بجانب سرير إينوثنثيو وتستعد للم شملها مع ابنها في الحياة الآخرة، سيلايا تمسك بوالدها وتهين سوليداد التي ترد عليها قائلةً "حسنًا هذا جيد لأنني أنت"، تعترف سوليداد وهي باكية لسيلايا بأنها لا تستطيع المضي قدمًا بعد لأنها لم تتصالح مع كل الأشخاص الذين جرحتهم، تطلب من سيلايا أن تحكي قصتها وتوافق مقابل حياة إينوسنسيو، كل هذه التفاصيل تؤدي للانتقال إلى أحداث الجزء الثاني، وفقا لكلمتها، يستيقظ اينوسنسيو وتتعافى ، بعد عودته إلى المنزل يحتفل اينوثنثيو وزويلا بالذكرى السنوية الـ 30 لزواجهما، في الحفلة تدرك سيلايا أنها "أصبحت" سوليداد لحبها لإينوسينسيو وتقرر "إفساح المجال في قلبها" لسوليداد أيضًا، يرقص إينوسنسيو مع سيلايا ويخبر أن سوليداد حملت خارج إطار الزواج وأن نارسيسو خطط للتخلي عنها حتى أقنعه إليوتريو بخلاف ذلك، يقسم إينوسينسيو لسيلايا على السرية وتوافق بعد الكشف عن جميع أسرار عائلتها للقراء.